# Rugilė Andziukevičiūtė-Buzė
Rugilė Andziukevičiūtė-Buzė (* 20. März 1984) ist eine litauische Beamtin und ehemalige Politikerin,   2017 Vizeministerin und stellvertretende Wirtschaftsministerin Litauens.

## Leben
2001–2002 lernte sie bei Lapeer East High School. Nach dem Abitur 2003 am Jesuitengymnasium Kaunas  absolvierte Rugilė Andziukevičiūtė 2007 das Bachelorstudium der Politik an der Vilniaus universitetas in Vilnius und 2009 das Masterstudium der Soziologie bei London School of Economics.	  2017 war sie stellvertretende Wirtschaftsministerin Litauens und Stellvertreterin von Mindaugas Sinkevičius im Kabinett Skvernelis. Seit August 2018 ist sie Beraterin von Saulius Skvernelis,  des litauischen Premierministers.
Rugilė Andziukevičiūtė-Buzė ist verheiratet.